# Steinberg (Marklkofen)
Steinberg ist ein Gemeindeteil der Gemeinde Marklkofen im niederbayerischen Landkreis Dingolfing-Landau. Bis 1971 bildete es eine selbstständige Gemeinde.

## Lage
Das Pfarrdorf Steinberg liegt am Nordufer des Vilstalsees etwa zwei Kilometer nordöstlich von Marklkofen.

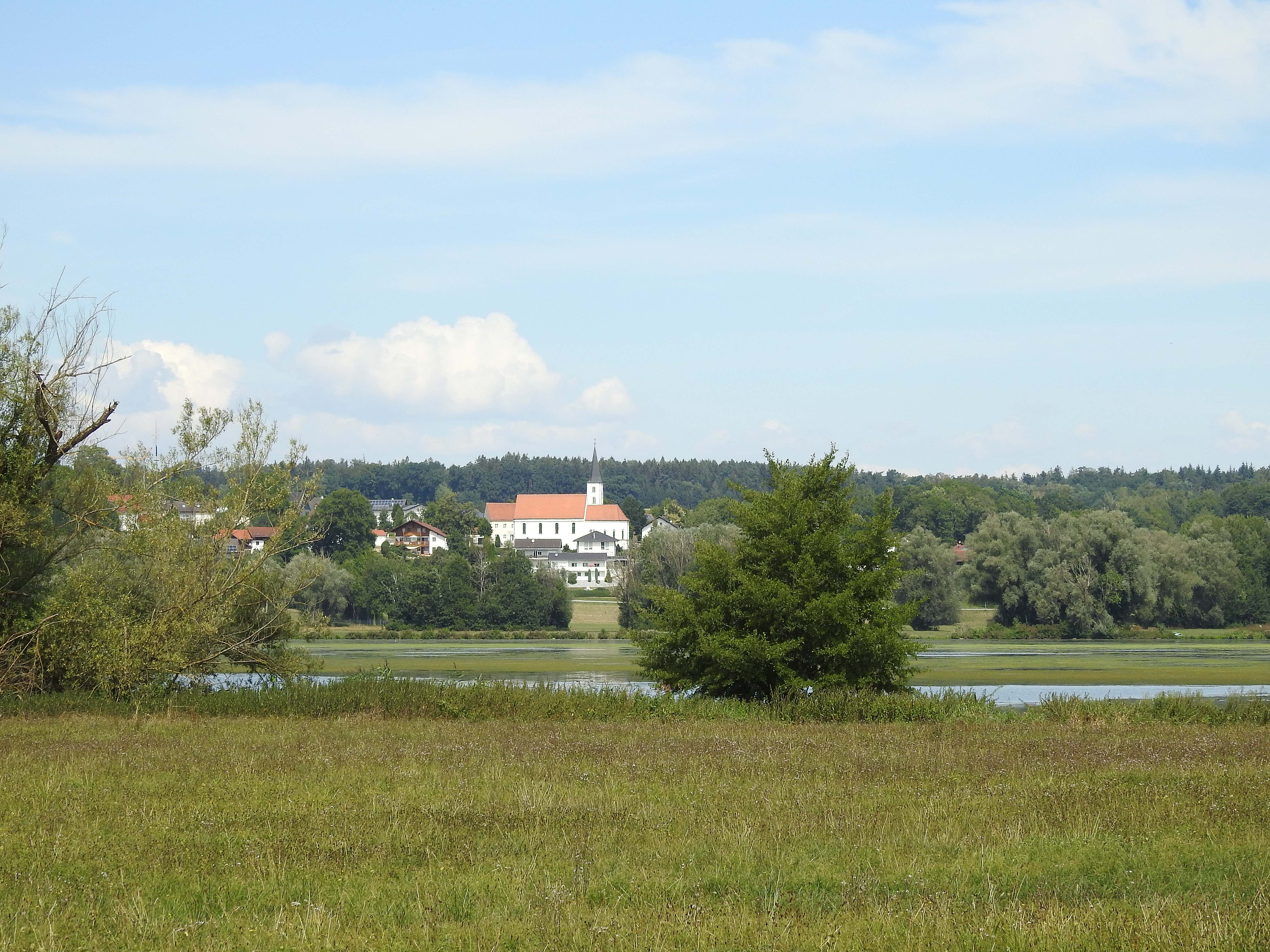
Steinberg am Vilstalsee

## Geschichte
Die Gemeinde Steinberg gehörte bei ihrer Errichtung 1818 zum Landgericht Landau an der Isar und kam 1838 zum neu errichteten Landgericht Dingolfing, später zum Bezirksamt Dingolfing und zum Landkreis Dingolfing. Nach einer Bürgerabstimmung, die anlässlich der Landtagswahlen am 22. November 1970 durchgeführt wurde, entschieden sich die Bevölkerungen der Gemeinden Marklkofen, Poxau und Steinberg für einen freiwilligen Zusammenschluss. Im Zuge der Gebietsreform in Bayern kam Steinberg am 1. April 1971 zur Gemeinde Marklkofen.
Das Freibad in Steinberg wurde 1978 eröffnet. Das ehemalige Schulhaus in Steinberg wurde in den Jahren 1994 bis 1996 zum Kindergarten umgebaut.

## Sehenswürdigkeiten
- Pfarrkirche Mariä Himmelfahrt. Der spätgotische Chor, die Sakristei und der Turm stammen vom Ende des 15. Jahrhunderts. Die vermutlich barocke Ausstattung des 1695 konsekrierten Kirchenschiffs wurde 1877 durch eine neugotische ersetzt. 1934 erfolgte der Abbruch des zu klein gewordenen Kirchenschiffes und dessen geräumigerer Neuaufbau. Die beiden Seitenaltäre, die 1969 entfernt wurden, kamen 1993 nach einer Restaurierung wieder zur Aufstellung.

## Bildung und Erziehung
- Kindergarten Steinberg

## Vereine
- Bienenzuchtverein Steinberg
- CSU Ortsverband Steinberg
- ESC Steinberg, gegründet 1983
- Freiwillige Feuerwehr Steinberg
- Karate-Gruppe Steinberg
- Kath. Landjugend Steinberg
- KSK Steinberg
- Landfrauen Steinberg
- See-Schützen Steinberg
- SPD Ortsverein Steinberg
- Sportverein Steinberg, gegründet 1963
- TC Steinberg, gegründet am 24. April 1983
- Theaterfreunde Steinberg, gegründet am 6. April 1996
- VdK Ortsverband Steinberg-Warth
- Verein für Gartenbau und Landschaftspflege Steinberg